# 易金杓
易金杓（？—？），清朝官員，江蘇儀征人。
本為監生，靠捐納獲得官職，道光十七年（1837年）接替蔣律武擔任臺灣府淡水廳艋舺縣丞一職。後任嘉義縣知縣。